# 條紋盤雀鯛
條紋盤雀鯛（学名：Dischistodus fasciatus），又名厚殼仔，为輻鰭魚綱雀鯛科盤雀鯛屬下的一个种，分布於西太平洋區，包括印尼、菲律賓及澳洲北部海域，深度1至8公尺，本魚體呈卵圓形且側扁，體色為深褐色，腹部顏色較淡，體側具有4條白色寬橫帶，背鰭硬棘13枚、背鰭軟條13-14枚、臀鰭硬棘2枚、臀鰭軟條13-14枚，體長可達11.5公分，棲息在沙底質海草生長或珊瑚露出的潟湖及紅樹林海岸，生活習性不明。